# Aki Takayama
Aki Takayama (高山 亜樹?, Takayama Aki; Ōsakasayama, 12 marzo 1970) è una sincronetta giapponese, vincitrice di una medaglia di bronzo ai Giochi olimpici di Barcellona 1992.

## Palmarès
| Anno | Manifestazione  | Sede       | Evento  | Risultato | Prestazione |
| ---- | --------------- | ---------- | ------- | --------- | ----------- |
| 1986 | Mondiali        | Madrid     | Squadre | Bronzo    | 185.763     |
| 1991 | Mondiali        | Perth      | Duo     | Argento   | 194.307     |
| 1991 | Mondiali        | Perth      | Squadre | Bronzo    | 189.753     |
| 1992 | Giochi olimpici | Barcellona | Duo     | Bronzo    | 186.868     |